# Domingo Lorenzo
Domingo Lorenzo Conde (ur. 14 września 1928 w prowincji Pontevedra, zm. 21 czerwca 2009 w San Pedro de Macorís) – dominikański strzelec, olimpijczyk. 
Brał udział w igrzyskach olimpijskich w 1968 (Meksyk) i 1972 (Monachium). W Meksyku wystartował w trapie, w którym zajął ostatnią, 55. pozycję. Cztery lata później wystąpił w skeecie, w którym również zajął ostatnią lokatę wśród sklasyfikowanych zawodników (wyprzedził tylko niesklasyfikowanego Philipa Serjeanta).

## Wyniki olimpijskie
| Igrzyska | Konkurencja | Wynik      | Miejsce    | Źródło |
| -------- | ----------- | ---------- | ---------- | ------ |
| IO 1968  | Trap        | 124 punkty | 55 (na 55) | [ 2 ]  |
| IO 1972  | Skeet       | 142 punkty | 62 (na 63) | [ 3 ]  |